# Sven Hedin
Sven Anders Hedin (Estocolmo, 19 de febrero de 1865-26 de noviembre de 1952) fue un explorador, geógrafo, briólogo y botánico sueco, célebre por sus expediciones en Asia Central.

## Vida

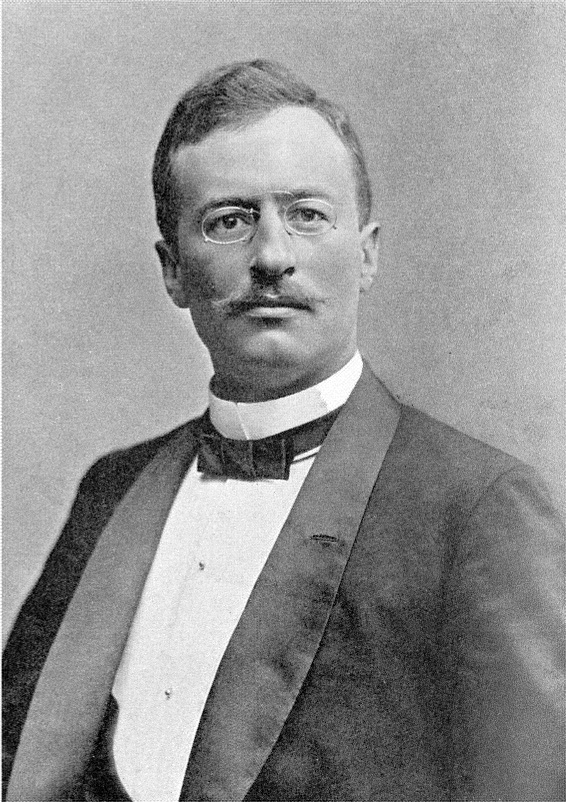
De Emil Hildebrand, Sveriges historia intill tjugonde seklet, 1910

Entre 1886 y 1892 estudió geología, mineralogía, zoología, y latín en las universidades de Estocolmo, Upsala, Berlín y Halle. Fue discípulo de Ferdinand von Richthofen.
Tras su graduación en 1892, y hasta 1935, dirigió varias expediciones a Asia Central. En 1902 fue el último sueco al que se otorgó un título hereditario. Ingresó en la Academia Sueca en 1913.
Durante su primera expedición de importancia a Asia, atravesó la región del Pamir, cartografió el lago Lop Nor, en China, y continuó su viaje hasta llegar a Pekín. Desde allí siguió viaje al Tíbet a través de Mongolia, Siberia y el desierto de Gobi. Además del Tíbet exploró Xinjiang, y descubrió los nacimientos de los ríos Brahmaputra, Indo y Sutlej. En 1906 exploró y bautizó el sistema de montañas Transhimalayas. Los relatos de sus viajes se publicaron en varios volúmenes en Resultados científicos de un viaje a Asia central (1904-1908), Trans-Himalaya (1909-1912) y El Tíbet meridional (1917-1922). Por último, en 1927 Hedin dirigió una expedición compuesta de científicos suecos y chinos a Asia central. Entre las obras que escribió están A través de Asia (1898), La conquista del Tíbet (1935), Mi vida como explorador (1926), entre otros muchos conocidos relatos sobre sus viajes.
A pesar de ser de origen judío, y de que su bisabuelo había sido rabino, Hedin era un apologista nazi que estuvo junto a Hitler en el podio de las Olimpiadas de 1936.

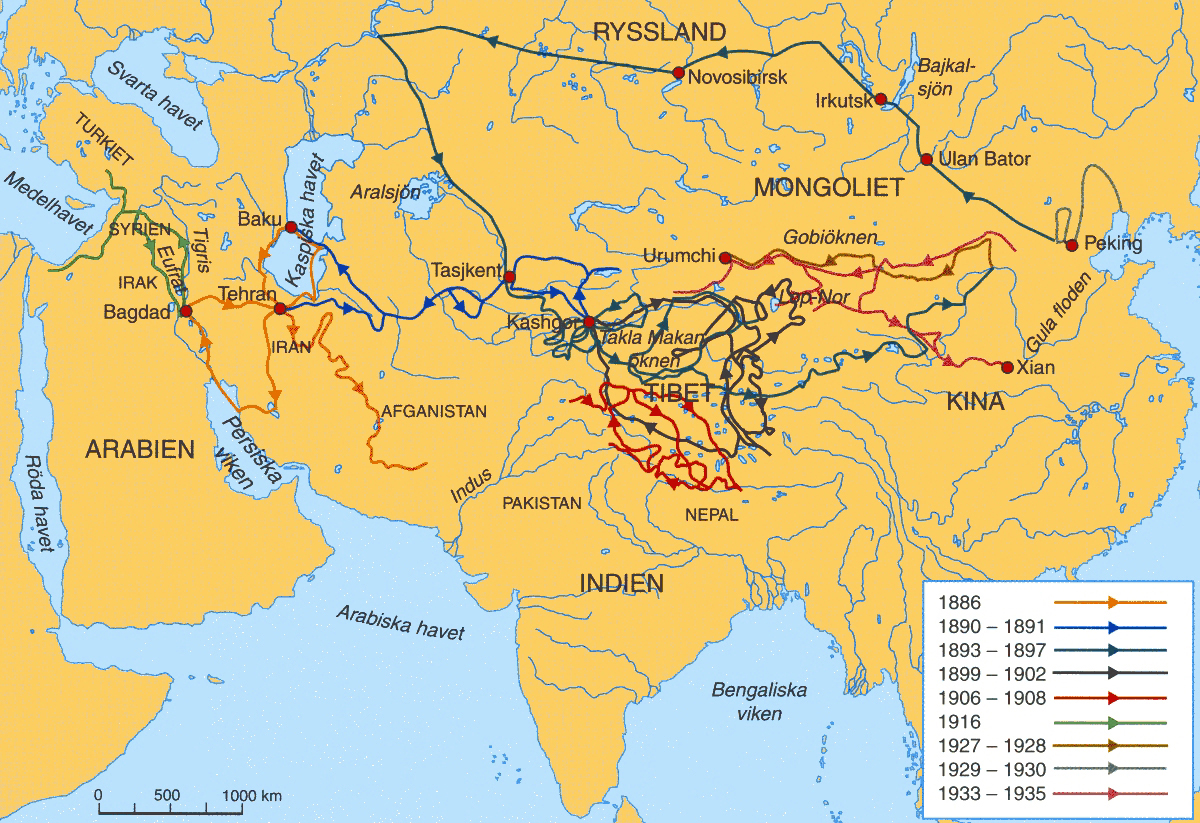
Expediciones exploradoras de Sven Hedin entre 1886 y 1935.

## Algunas publicaciones

### Documentación científica
- Sven Hedin. Die geographisch-wissenschaftlichen Ergebnisse meiner Reisen in Zentralasien 1894–97. Volumen suplementario 28 a Petermanns Mitteilungen. Gotha 1900
- Sven Hedin. Scientific results of a journey in Central-Asia. 10 vols. y 2 mapas. Estocolmo 1904–1907
- Sven Hedin. Southern Tibet. 11 volúmenes y 3 mapas. Estocolmo 1917-1922
- Reports from the scientific expedition to the north-western provinces of China under leadership of Dr. Sven Hedin. The sino-Swedish expedition. Más de 50 vols. a la fecha, contiene literatura primaria y secundaria. Estocolmo 1937 ff.
- Sven Hedin. Central Asia atlas. Cartas, Statens etnografiska museum. Estocolmo 1966. (apareció en las series Reports from the scientific expedition to the north-western provinces of China under the leadership of Dr. Sven Hedin. The sino-Swedish expedition; Ausgabe 47. 1. Geography; 1)
- Sven Anders Hedin, Folke Bergman (1944). History of the expedition in Asia, 1927-1935, Part 3. Stockholm: Göteborg, Elanders boktryckeri aktiebolag. Consultado el 28 de noviembre de 2010.

### Ediciones germanas
(En la mayoría de los casos revisadas y con frecuencia abreviadas)
a) Biografía
- Verwehte Spuren. Orientfahrten des Reise-Bengt und anderer Reisenden im 17. Jahrhundert, Leipzig 1923

b) Obras populares
- Durch Asiens Wüsten. Drei Jahre auf neuen Wegen in Pamir, Lop-nor, Tibet und China, 2 vol., Leipzig 1899; neue Ausgabe Wiesbaden 1981
- Im Herzen von Asien. Zehntausend Kilometer auf unbekannten Pfaden, 2 vol. Leipzig 1903
- Abenteuer in Tibet, Leipzig 1904; nueva edición Wiesbaden 1980
- Transhimalaja. Entdeckungen und Abenteuer in Tibet, Leipzig 1909-1912; nueva edición Wiesbaden 1985
- Zu Land nach Indien durch Persien. Seistan und Bclutschistan, 2 vols. Leipzig 1910.
- Von Pol zu Pol, 3 vol., Leipzig 1911-1912; nueva edición Wiesbaden 1980
- Bagdad - Babylon - Ninive, Leipzig 1918
- Jerusalem, Leipzig 1918
- General Prschewalskij in Innerasien, Leipzig 1922
- Meine erste Reise, Leipzig 1922
- An der Schwelle Innerasiens, Leipzig 1923
- Mount Everest, Leipzig 1923
- Persien und Mesopotamien, zwei asiatische Probleme, Leipzig 1923
- Von Peking nach Moskau, Leipzig 1924
- Gran Canon. Mein Besuch im amerikanischen Wunderland, Leipzig 1926
- Auf großer Fahrt. Meine Expedition mit Schweden, Deutschen und Chinesen durch die Wüste Gobi 1927- 1928, Leipzig 1929
- Rätsel der Gobi. Die Fortsetzung der Großen Fahrt durch Innerasien in den Jahren 1928-1930, Leipzig 1931
- Jehol, die Kaiserstadt, Leipzig 1932
- Die Flucht des Großen Pferdes, Leipzig 1935
- Die Seidenstraße, Leipzig 1936
- Der wandernde See, Leipzig 1937

c) Obras políticas
- Ein Warnungsruf, Leipzig 1912
- Ein Volk in Waffen, Leipzig 1915
- Nach Osten!, Leipzig 1916
- Deutschland und der Weltfriede, Leipzig 1937 (unlike its translations, the original German edition of this title was printed but never delivered; only five copies were bound, one of which is in the possession of the F. A. Brockhaus Verlag, Wiesbaden).
- Amerika im Kampf der Kontinente, Leipzig 1942

d) Obras autobiográficas
- Mein Leben als Entdecker, Leipzig 1926
- Eroberungszüge in Tibet, Leipzig 1940
- Ohne Auftrag in Berlin, Buenos Aires 1949; Tübingen-Stuttgart 1950
- Große Männer, denen ich begegnete, 2 volumes, Wiesbaden 1951
- Meine Hunde in Asien, Wiesbaden 1953
- Mein Leben als Zeichner, publicó Gösta Montell en conmemoración del centenario de Hedin, Wiesbaden 1965

e) Ficción
- Tsangpo Lamas Wallfahrt, 2 vols. Leipzig 1921-1923

Muchas de sus publicaciones en alemán fueron traducidas por F.A. Brockhaus Verlag, del sueco al germano. En este sentido, las ediciones suecas son del texto original. Often after the first edition appeared, F.A. Brockhaus Verlag published abridged versions with the same title. Sven Hedin had not only an important business relationship with the publisher Albert Brockhaus, but also a close friendship. Their correspondence can be found in the Riksarkivet in Stockholm. There is a publication on this subject:
- Sven Hedin, Albert Brockhaus: Sven Hedin und Albert Brockhaus. Eine Freundschaft in Briefen zwischen Autor und Verleger. F. A. Brockhaus, Leipzig 1942.

## Honores

### Epónimos
Botánica:
- (Apiaceae) Cortiella hedinii (Diels) C.Norman[1]

- (Apiaceae) Hymenidium hedinii (Diels) Pimenov & Kljuykov[2]

- (Apiaceae) Pleurospermum hedinii Diels[3]

- (Asteraceae) Artemisia hedinii Ostenf.[4]

- (Asteraceae) Aster hedinii Ostenf.[5]

- (Gentianaceae) Gentiana hedinii Murb.[6]

- (Fabaceae) Aphanocalyx hedinii (A.Chev.) Wieringa[7]

- (Fabaceae) Astragalus hedinii Ulbr.[8]

- (Fabaceae) Cynometra hedinii A.Chev.[9]

- (Fabaceae) Monopetalanthus hedinii (A.Chev.) Pellegr.[10]

- (Fabaceae) Oxytropis hedinii Ulbr.[11]

- (Plumbaginaceae) Acantholimon hedinii Ostenf.[12]

- (Poaceae) Calamagrostis hedinii Pilg.[13]

- (Rosaceae) Cotoneaster svenhedinii J.Fryer & B.Hylmö[14]

- (Scrophulariaceae) Pedicularis svenhedinii Paulsen[15]

- (Tamaricaceae) Myricaria hedinii Paulsen[16]

Astronomía:
- El cráter lunar Hedin lleva este nombre en su memoria.